# Amex-Istanbul Challenger II 2021
L'Amex-Istanbul Challenger II 2021 è stato un torneo maschile di tennis giocato sul cemento indoor. È stata la 35ª edizione del torneo, faceva parte della categoria Challenger 80 e ha inaugurato l'ATP Challenger Tour 2021. Si è giocato al TED Club di Istanbul, in Turchia, dal 13 al 19 settembre 2021.

## Partecipanti

### Teste di serie
| Nazionalità | Giocatore          | Ranking* | Testa di serie |
| ----------- | ------------------ | -------- | -------------- |
| Australia   | James Duckworth    | 68       | 1              |
| Moldavia    | Radu Albot         | 108      | 2              |
| Colombia    | Daniel Elahi Galán | 110      | 3              |
| Giappone    | Yasutaka Uchiyama  | 123      | 4              |
| Australia   | Marc Polmans       | 148      | 5              |
| Russia      | Evgenij Donskoj    | 152      | 6              |
| Ucraina     | llja Marčenko      | 154      | 7              |
| Egitto      | Mohamed Safwat     | 176      | 8              |

* Ranking al 30 agosto 2021.

### Altri partecipanti
I seguenti giocatori hanno ricevuto una wild card per il tabellone principale:
- Sarp Ağabigün
- Victor Vlad Cornea
- Koray Kırcı

I seguenti giocatori sono passati dalle qualificazioni:
- Nick Chappell
- Christopher Heyman
- Laurent Lokoli
- Aldin Šetkić

Il seguente giocatore è entrato in tabellone come lucky loser:
- Geoffrey Blancaneaux

## Campioni

### Singolare
James Duckworth ha sconfitto in finale  Wu Tung-lin con il punteggio di 6–4, 6–2.

### Doppio
Radu Albot /  Alexander Cozbinov hanno sconfitto in finale  Antonio Šančić /  Artem Sitak con il punteggio di 4–6, 7–5, [11–9].